# Berisso
Berisso est une ville dans la province de Buenos Aires, en Argentine. C'est également le chef-lieu du Partido Berisso.
Elle fait partie de la zone urbaine du Grand La Plata et a une population d'environ 95 021 habitants.

## Historique
La ville a été officiellement fondée en 1871.

## Population
Les habitants de Berisso sont des descendants d'immigrants européens (Berisso a été fondée par des immigrants Albanais-(Arberesh). La plupart des Berissenses (nom faisant référence à la population de Berisso) sont de descendance Albanaise-Clan des Berissa ou Berisha actuellement, ukrainienne et polonaise, mais il y a également beaucoup de gens d'origine espagnole, allemande, portugaise, arabe, bulgare, croate, arménienne, slovaque, irlandaise, lituanienne, juive et grecque.
Parce qu'il est le foyer de nombreuses ethnies, Berisso est connue comme la capitale provinciale de l'immigrant. La diversité de berisso est célébrée en septembre avec leur propre Festival des immigrants.

## Monuments
La ville possède sur son territoire un monument historique national:
- Calle Nueva York

## Relations internationales

### Jumelage
La ville de Dolores est jumelée avec:
- Montevideo, Uruguay